# Mislođin
Mislođin (srbsky Мислођин) je vesnice ve střední části Srbska, ze správního hlediska spadající pod opštinu Obrenovac. Rozkládá se na svahu údolí řeky Kolubary nedalek od jejího ústí do řeky Sávy, v oblasti tzv. Dolní Kolubary.

## Obyvatelstvo a pamětihodnostin
V roce 2011 zde žilo 2424 obyvatel. Z národnostního hlediska jsou z 97 % srbské národnosti. Vlivem suburbanizace nedalekého hlavního města Bělehradu se počet obyvatel Mislođinu postupně zvyšuje, což je jedna z výjimek ve srovnání se zbytkem země. Obec má podobu nesouvislé zástavby. Nachází se zde hřbitov a také klášter. Mezi kulturní památky na území Mislođinu patří Uzun Mirko Apostolovićův dům.

## Historie
V roce 1903 spadala vesnice pod obec (opštinu) Barič, poté byl samostatnou obcí. V téže době zde také byla postavena nová škola. V druhé polovině téže dekády zde fungovalo zemědělské družstvo.

## Doprava
Severně od vesnice probíhá dálnice A2. Železniční spojení do Mislođinu nevede, v minulosti nicméně po břehu Sávy v nedalkém Bariči vedla železniční trať.